# Luigi Mezzanotte
Luigi Mezzanotte (Meldola, 21 giugno 1941) è un attore italiano, perlopiù conosciuto per aver lavorato, negli anni sessanta-settanta, con Carmelo Bene.

## Biografia
Agli inizi degli anni sessanta, dalla Compagnia D'Origlia-Palmi passa a far parte, insieme a Manlio Nevastri e Alfiero Vincenti, dell'entourage teatrale di Carmelo Bene, dove interpreta Laerte in varie edizioni dell'Amleto e partecipa in vari spettacoli teatrali dell'artista salentino, come Addio porco (1963), Edoardo II (1963), I polacchi (Ubu Roi) (1963), La storia di Sawney Bean (1964), Pinocchio (1966), Romeo e Giulietta (1976).
Dopo questa esperienza con Carmelo Bene, Luigi Mezzanotte interpreterà altri personaggi in vari film per il cinema: La seconda notte (1986) di Nino Bizzarri, Il Bi e il Ba (1986) di Maurizio Nichetti, L'anno prossimo vado a letto alle dieci (1995) di Angelo Orlando. Per quanto riguarda la televisione, sempre dopo l'esperienza con Carmelo Bene, Mezzanotte partecipa a vari film e sceneggiati, tra cui La neve nel bicchiere (1986) di Florestano Vancini e La piovra 4 (1989).

## Teatro
- 1961. Amleto, da William Shakespeare. Roma, Teatro Laboratorio
- 1963. Addio porco (II edizione di Gregorio: cabaret dell'Ottocento). Roma, Teatro Laboratorio.
- 1963. Edoardo II, da Christopher Marlowe. Roma, Teatro Arlecchino
- 1963. I polacchi (Ubu Roi), di Alfred Jarry. Roma, Teatro dei Satiri
- 1964. La storia di Sawney Bean, di Roberto Lerici. Roma, Teatro delle Arti.
- 1966. Pinocchio, da Carlo Collodi (II edizione). Roma, Teatro Centrale
- 1967. Amleto o le conseguenze della pietà filiale, da Shakespeare a Laforgue (II edizione). Roma, Teatro Beat 72
- 1967. Salvatore Giuliano, vita di una rosa rossa di Antonio Massari. Roma, Teatro Beat 72.
- 1968. Orgia regia e testo di Pier Paolo Pasolini, interpreti Luigi Mezzanotte e Laura Betti
- 1974. Amleto, da William Shakespeare e Jules Laforgue (III edizione). Prato, Teatro Metastasio
- 1976. Romeo e Giulietta, storia da William Shakespeare. Prato, Teatro Metastasio
- 2000 e 2004. L'armata delle foglie tremanti (da F. Permunian), regia Giordano Aquilini. Roma, Teatro dei Contrari
- 2011. Zio Vanja di  Anton Cechov , regia di Umberto Cantone, Palermo, Teatro Biondo

## Filmografia
- Un Amleto di meno, regia di Carmelo Bene (1973)
- Il prato, regia di Paolo e Vittorio Taviani (1979)
- Il ritorno di Black Stallion (The Black Stallion Returns), regia di Robert Dalva (1983)
- Thor il conquistatore, regia di Tonino Ricci (1983)
- La seconda notte, regia di Nino Bizzarri (1986)
- Il Bi e il Ba, regia di Maurizio Nichetti (1986)
- L'assassino è ancora tra noi, regia di Camillo Teti (1986)
- Kidnapping - Pericolo in agguato (Man on Fire), regia di Elie Chouraqui (1987)
- Nostos - Il ritorno, regia di Franco Piavoli (1989)
- L'anno prossimo vado a letto alle dieci, regia di Angelo Orlando (1995)
- E.I.E.V., regia di Matteo Pigoli (2025)

## Televisione
- 1974. Amleto (da Shakespeare a Laforgue) di Carmelo Bene (ruolo: Laerte)
- 1980. L'ultimo spettacolo di Nora Helmer di Carlo Quartucci
- 1986. La neve nel bicchiere di Florestano Vancini (ruolo: Ligio)
- 1986. Mino di Gianfranco Albano (ruolo: Bastian)
- 1989. La piovra 4 (ruolo: Francesco 'Lumaca' De Rita)
- 1991. Il commissario Corso, episodio: Senza prove. - Serie TV
- 1997. Pronto (ruolo: Uomo nell'auto)

## Radio
- Pinocchio di Carmelo Bene (1974)

## Curiosità
- Racconta Carmelo Bene, nella sua autobiografia, che Luigi Mezzanotte, allora giovanissimo attore nella Compagnia D'Origlia-Palmi, nei panni di un galeotto in una non si sa quale rappresentazione della Caterina da Siena, fu legato realmente sulla scena in catene, con tanto di lucchetto a tripla mandata, speranzoso comunque che con la fine dello spettacolo sarebbe terminata la sua gogna scenica. Fatto sta che la chiave buttata via chissà dove, senza possibilità di essere ritrovata, costrinse il povero Luigi, a rimanere per tutta la notte e la mattina seguente sul palcoscenico "patibolare" fino a che non venne un fabbro del vicinato che riuscì con i ferri del mestiere a "ridestarlo dal suo incubo"[2].